# Mallory Steux
Mallory Steux (ur. 24 października 1988 w Roubaix we Francji) – francuska siatkarka, grająca jako rozgrywająca. Obecnie występuje w drużynie Entente Sportive Le Cannet-Rocheville.

## Kluby
| Klub                                  | Kraj | Od        | Do        |
| RC Villebon 91                        |      | 2007–2008 | 2008–2009 |
| Stella Étoile Sportive Calais         |      | 2009–2010 | 2010–2011 |
| UGSE Nantes Volley Féminin            |      | 2011–2012 | 2011–2012 |
| Entente Sportive Le Cannet-Rocheville |      | 2012–2013 | ....      |